# Катедральний собор верховних апостолів Петра і Павла (Чортків)
Катедральний собор Верховних Апостолів Петра і Павла — собор УГКЦ у м. Чорткові Тернопільської области. Головний собор Бучацької єпархії УГКЦ. Архітектор — Сергій Гора.

## Коротка історія
Наріжний камінь закладено та освячено 19 березня 1992 року. Значний внесок у будівництво храму зробили греко-католицькі громади міста та району, а також священники о. Григорій Канак та о. Микола Малий. Собор урочисто відкрили й освятили 12 липня 2001 року.
20 березня 2015 владика Дмитро (Григорак) разом зі священниками відправив тут панахиду за старшим лейтенантом Русланом Коцюком (1978—2014), який загинув під час прориву з оточення під Іловайськом.

## Відомості
Інженер проєкту — Юзеф Зімельс.
Собор споруджений у формі тризубу, висота — 51 м, діаметровий перетин — 40 м. Поєднує стиль традиційної візантійської базиліки та сучасні віяння.

## Парохи
| Ім'я                                                  | Роки    | Світлини |
| ----------------------------------------------------- | ------- | -------- |
| о. Микола Малий (віце-парох)                          | до 2020 |          |
| о. Андрій Лемчук настоятель Собору в Чорткові (парох) |         |          |
| о. Володимир Гриців (сотрудник)                       |         |          |
| о. Роман Гарасимів (сотрудник)                        |         |          |